# Cómicos (pel·lícula de 1954)
Cómicos és una pel·lícula de producció espanyola i argentina, la primera dirigida en solitari pel cineasta Juan Antonio Bardem. El film va participar en la selecció oficial del 7è Festival Internacional de Cinema de Canes. Es va estrenar a l'Argentina el 21 de maig de 1959. Bardem va refer Cómicos com a musical el 1971, Varietés protagonitzada per Sara Montiel.

## Argument
Ana Ruiz (Elisa Christian Galvé) és una jove i ambiciosa actriu que de moment no ha tingut ocasió més que a interpretar papers secundaris. Però a la fi li arriba la seva gran oportunitat d'assumir un paper protagonista. L'única condició que posa l'empresari Carlos Márquez (Carlos Casaravilla) és que Ana es converteixi en el seu amant. Però ella està enamorada de Miguel (Fernando Rey).

## Repartiment
- Elisa Galvé - Ana Ruiz
- Fernando Rey - Miguel
- Emma Penella - Marga
- Rosario García Ortega - Doña carmen
- Mariano Asquerino - Don Antonio
- Carlos Casaravilla - Carlos
- Rafael Alonso - Ernesto Blasco
- Manuel Arbó - Rafael Muñoz
- Matilde Muñoz Sampedro - Matilde Agustín
- Aníbal Vela - Empresari

## Premis
La pel·lícula va aconseguir un premi econòmic de 400.000 ptes, als premis del Sindicat Nacional de l'Espectacle de 1954.